# Piste Applegate

La piste Applegate est la variante rouge la plus au nord sur cette carte.

La piste Applegate (Applegate Trail) est une piste établie en 1846 comme alternative à la partie la plus occidentale de la piste de l'Oregon, reliant Fort Hall dans le sud-est de l'actuel État de l'Idaho à la vallée de la Willamette dans l'actuel Oregon.

## Contexte
Jusqu'alors, les émigrants souhaitant s'établir dans la vallée de la Willamette au cœur de l'Oregon Country n'avaient guère d'autre choix que d'emprunter la piste de l'Oregon dont la partie finale présentait de nombreuses difficultés. Après avoir suivi la rivière Snake dans le sud de l'Idaho, ils devaient franchir les montagnes Bleues puis descendre le fleuve Columbia en chargeant les chariots sur des radeaux. En 1843, les frères Applegate originaires du Missouri perdirent deux jeunes enfants de leur famille lorsqu'un des bateaux se retourna dans les rapides près de la ville actuelle de The Dalles.
Dans ces années, le gouvernement fédéral, le gouvernement provisoire de l'Oregon ainsi que des particuliers cherchaient une alternative moins dangereuse et plus sûre en cas de conflit avec les Britanniques à propos de la question de l'Oregon.